# Klüt (berg)
De Klüt is een 258 meter hoge heuvel in het Wezerbergland in Duitsland, aan de westoever van de Wezer, direct tegenover het centrum van de stad Hamelen.
De heuvel heeft in de geschiedenis van Hamelen een belangrijke rol gespeeld. Voor meer historische details zie: Hamelen.
Van 1897 tot 1980 liep een spoorlijn door een tunnel onder de Klüt.
De Klüt en het aangrenzende plateau Finkenborn zijn voorzien van talrijke sport- en recreatievoorzieningen. De dierentuin, die er van 1967 tot 1986 was, is na klachten over onvoldoende dierenwelzijn gesloten. Wel is er een klein wildpark gebleven. De heuvel is voor de inwoners van Hamelen een van de meest populaire doelen voor een dagje uit.
Op de heuvel staat de uitzichttoren Klütturm, gebouwd in 1843 van het puin van eerder geslechte vestingwerken, en in 1887 verhoogd tot het huidige niveau. De Klütturm staat onder monumentenzorg.

## Afbeeldingen

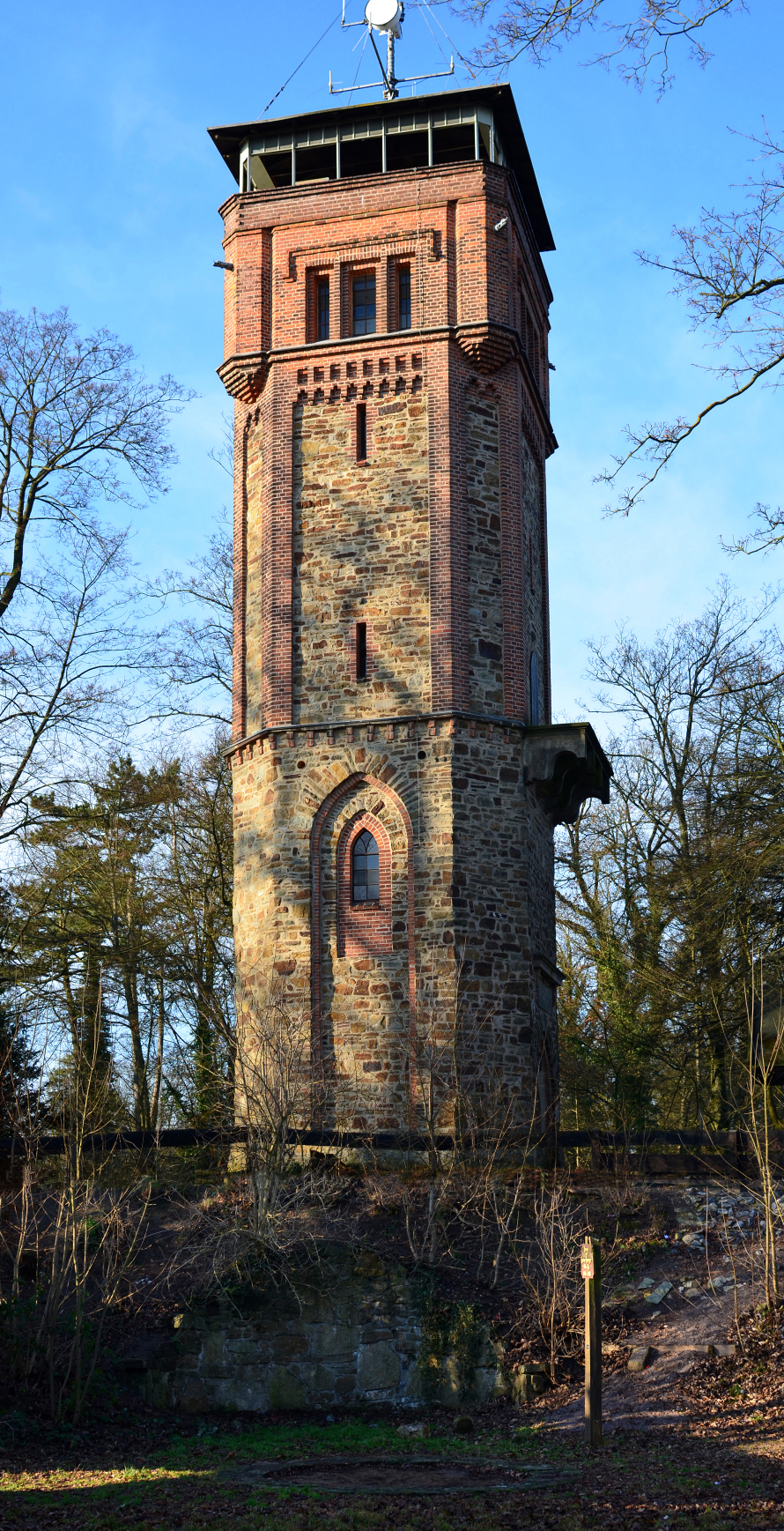
Klütturm (uitzichttoren)
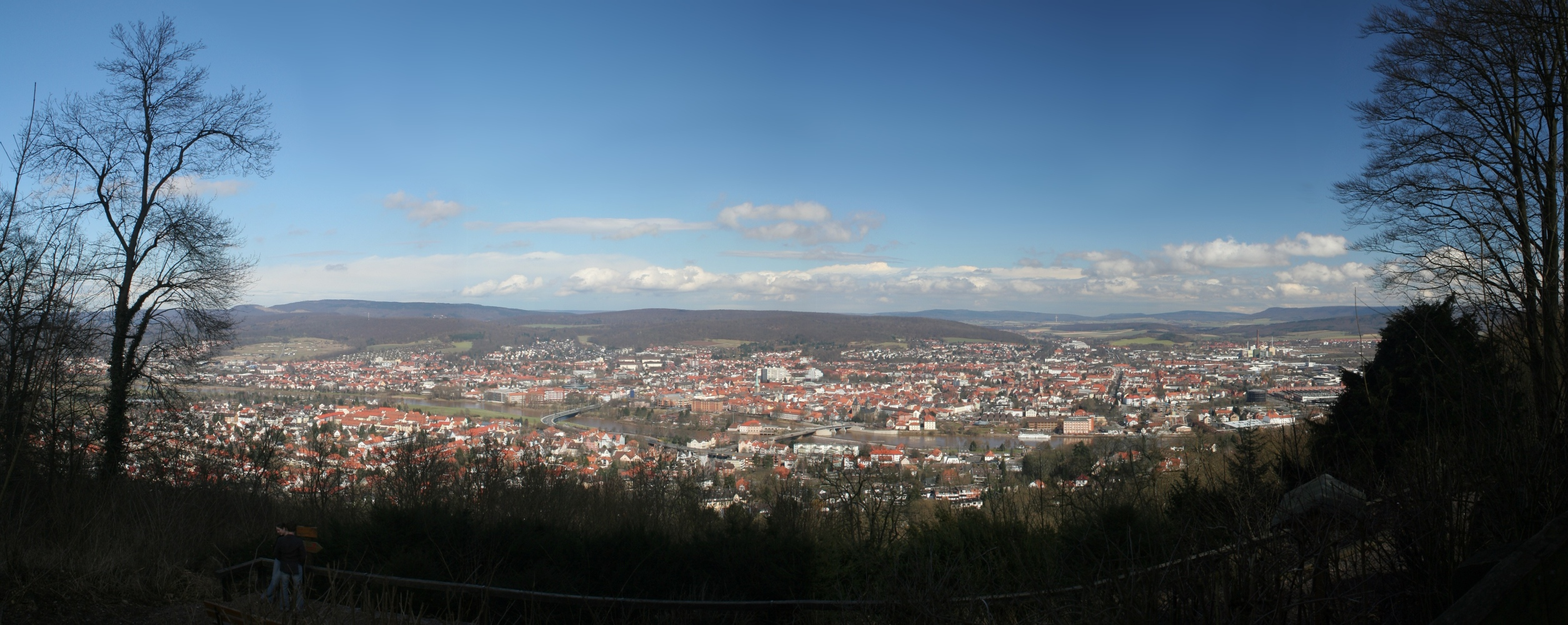
Gezicht vanaf de Klütturm op Hamelen